# Église du Collège du Puy-en-Velay
L'église du Collège du Puy-en-Velay est un monument situé dans la ville du Puy-en-Velay dans le département de la Haute-Loire.
L'église du collège ou église Saint-Georges est classée au titre des monuments historiques par arrêté du 4 octobre 1951.